# Richard Boyle, 2. Earl of Cork

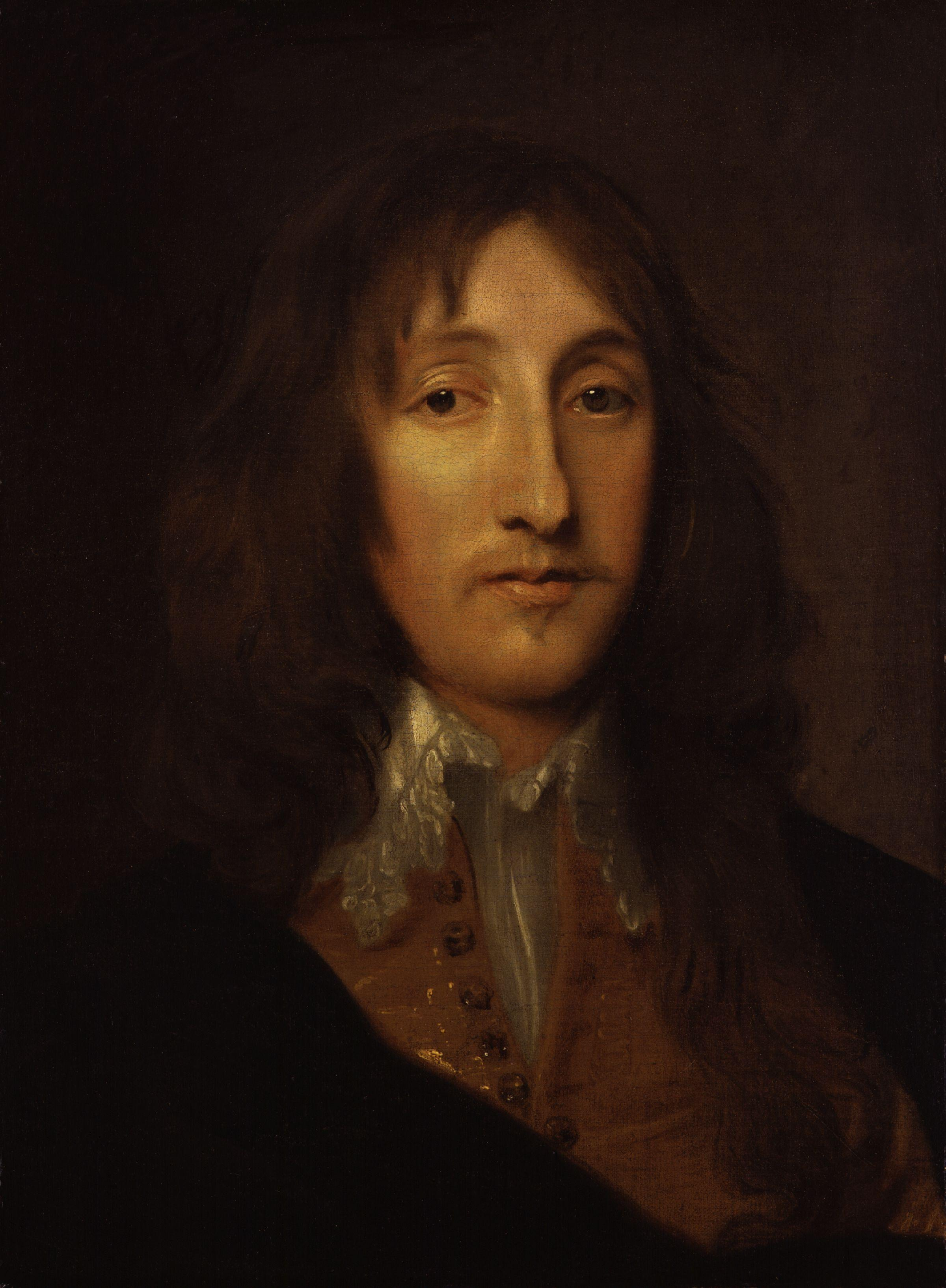

Richard Boyle, 1. Earl of Burlington, 2. Earl of Cork, (* 20. Oktober 1612 in Youghal, County Cork, Irland; † 15. Januar 1698) war ein anglo-irischer Adeliger.
Boyle wurde als sechstes Kind und zweiter Sohn von Richard Boyle, 1. Earl of Cork und seiner zweiten Frau Catherine Fenton, Tochter von Sir Geoffrey Fenton, geboren. Sein Bruder war der Chemiker Robert Boyle und seine Schwester Katherine Jones, Viscountess Ranelagh. Am 13. August 1624 wurde er von Henry Cary, 1. Viscount Falkland, Lord Lieutenant of Ireland, zum Ritter geschlagen.
1639 verpflichtete er sich, 100 Pferde für König Karl I. von England für den Kampf gegen die Schotten auszuheben. 1640 wurde er für Appleby Abgeordneter im Langen Parlament und Mitglied im Privy Council von England. Nach Beginn des Englischen Bürgerkrieges wurde er als Royalist ausgeschlossen.
Gemeinsam mit Murrough O’Brien gewann er am 3. September 1642 die Schlacht von Liscarroll gegen die irische Armee und bewahrte somit die protestantischen Interessen in Südirland. Im Februar darauf landete er mit königlicher Erlaubnis mit seiner Armee in der Nähe von Chester. Dann marschierte er dem König in Dorset zu Hilfe und versorgte ihn mit großen Geldsummen für seine Sache. Er kämpfte während des gesamten Bürgerkriegs bis zur endgültigen Niederlage mit den Royalisten. Das Commonwealth verurteilte ihn zu einer Geldstrafe von 1631 Pfund Sterling. Danach ging er ins Ausland und kehrte auf Ersuchen der Regierung vom 2. Januar 1651 nach Irland zurück.
Nach dem Tod seines Bruders Lewis Boyle, 1. Viscount Boyle of Kinalmeaky am 2. September 1642 erbte er dessen Titel Viscount Boyle of Kinalmeaky und Baron Boyle of Bandon Bridge nach den besonderen Nachfolgeregelungen. Als am 15. September 1643 sein Vater starb, folgte er als 2. Earl of Cork, 2. Baron Boyle of Youghal, 2. Baron Viscout Dungarvan. Darüber hinaus ernannte ihn König Charles I. am 4. November 1644 zum Baron Clifford of Londesborough in der Grafschaft York.
Nach der Restauration wurde Richard am 16. November 1660 zum Mitglied des Privy Concil und Lord Treasurer of Ireland ernannt. Am 22. Februar 1660 wurde er zum Custos Rotulorum of County Cork and of Waterford ernannt und am 19. März 1660 zu einem der Commissioners für die Besiedlung Irlands im Anschluss an die entsprechende Erklärung des Königs vom 30. November 1659. Am 25. Juni 1661 nahm er als Lord Treasurer als höchstrangiges Mitglied seinen Sitz im irischen House of Lords im irischen Parlament ein.
Am 20. März 1664 ernannte König Karl II. ihn zum Earl of Burlington in der Peerage of England und am 13. März 1666 zum Lord Lieutenant of Yorkshire.
Als Jakob II. 1685 den Thron bestieg und den römischen Katholizismus wiederherstellen wollte, widersetzte er sich mit den Bischöfen der Church of Ireland und anderen Adeligen. Nach der Landung von Wilhelm von Oranien in England ging Jakob II. nach Irland und rief 1689 ein Parlament ein, das einen Act of Attainder gegen bestimmte protestantische Adelige beschloss. Boyles und die Besitztümer anderer wurden so beschlagnahmt. Als Wilhelm von Oranien im Jahr darauf den Thron bestieg, wurde das Gesetz wieder aufgehoben.
Am 3. März 1691 wurde Richard in die neu gegründete Society of the Royal Fishery in Irland berufen.

## Familie
Im Alter von 22 Jahren heiratete Richard Boyle am 5. Juli 1635 in Skipton Castle die 21-jährige Lady Elizabeth Clifford, Tochter von Henry Clifford, 5. Earl of Cumberland, und Lady Frances Cecil. Sie hatten sechs Kinder:
- Charles Boyle, 3. Viscount Dungarvan (1639–1694).
- Richard Boyle, der am 3. Juni 1665 in der Schlacht von Lowestoft starb
- Frances Boyle, in erster Ehe mit Colonel Francis Courtenay und in zweiter Ehe mit Wentworth Dillon, 4. Earl of Roscommon, verheiratet
- Elizabeth Boyle, mit Nicholas Tufton, 3. Earl of Thanet verheiratet
- Mary Anne Boyle, mit Edward Montagu 2. Earl of Sandwich verheiratet
- Henrietta Boyle, mit Lawrence Hyde, 1. Earl of Rochester verheiratet

Boyle starb am 6. Januar 1698 und wurde am 3. Februar 1698 in Londesborough in Yorkshire beigesetzt. Ihm folgte sein Enkel Charles Boyle, 2. Earl of Burlington, 3. Earl of Cork.